# Adingningon
Adingningon è un arrondissement del Benin situato nella città di Abgangnizoun (dipartimento di Zou) con 4.651 abitanti (dato 2006).